# Česká volejbalová extraliga mužů 2009/2010
Česká volejbalová extraliga mužů 20009/10 (Česká kooperativa extraliga mužů).
Základní část má 11 účastníků a odehrálo se 165 zápasů v 32 kolech. Do play-off postoupí 8 nejlepších.
Další 3 týmy se utkají o záchranu, poslední sestoupí. 

## Tabulka po základní části
| Poř. | Tým                          | Záp. | Výh. | Por. | S.    | Sety  | Míče      | Body |
| ---- | ---------------------------- | ---- | ---- | ---- | ----- | ----- | --------- | ---- |
| 1.   | VK Dukla Liberec             | 30   | 24   | 6    | 0     | 76:42 | 2722:2485 | 54   |
| 2.   | Brownhouse volleyball Kladno | 30   | 23   | 7    | 0     | 79:41 | 2769:2542 | 53   |
| 3.   | VK DHL Ostrava               | 30   | 21   | 9    | 0     | 75:47 | 2829:2508 | 51   |
| 4.   | VK Jihostroj Č. Budějovice   | 30   | 19   | 11   | 0     | 69:43 | 2607:2440 | 49   |
| 5.   | VSC Fatra Zlín               | 30   | 16   | 14   | 0     | 59:53 | 2540:2489 | 46   |
| 6.   | VO Kocouři Vavex Příbram     | 30   | 14   | 16   | 0     | 62:58 | 2640:2612 | 44   |
| 7.   | VK Karbo Benátky n. Jizerou  | 30   | 14   | 16   | 0     | 49:62 | 2414:2543 | 44   |
| 8.   | Slavia Havířov               | 30   | 10   | 20   | 0     | 48:71 | 2499:2726 | 40   |
| 9.   | SK Volejbal Ústí n. Labem    | 30   | 10   | 19   | 1 (1) | 45:70 | 2458:2627 | 39   |
| 10.  | RWE Volejbal Brno            | 30   | 8    | 22   | 0     | 41:70 | 2349:2584 | 38   |
| 11.  | ČZU Praha                    | 30   | 6    | 24   | 0     | 33:79 | 2332:2603 | 36   |

1) - kontumace: 4. 3. 2010 ve 32. kole extraligy v zápase mezi týmy  VK DHL Ostrava a SK Volejbal Ústí n. Labem nebyl hráč 
Ústí Martin Alfonso zapsán na soupisku přesto hrál. Týmu Ústí byly odebrány body. 

## Vyřazovací boje
|  | Čtvrtfinále                  | Čtvrtfinále                  |                              |   | Semifinále | Semifinále |  |  | Finále | Finále |
|  |                              |                              |                              |   |            |            |  |  |        |        |
|  |                              |                              |                              |   |            |            |  |  |        |        |
|  | VK Dukla Liberec             | 3                            |                              |   |            |            |  |  |        |        |
|  | VK Dukla Liberec             | 3                            |                              |   |            |            |  |  |        |        |
|  | Slavia Havířov               | 0                            |                              |   |            |            |  |  |        |        |
|  | Slavia Havířov               | 0                            | VK Dukla Liberec             | 4 |            |            |  |  |        |        |
|  |                              |                              | VK Dukla Liberec             | 4 |            |            |  |  |        |        |
|  |                              | VO Kocouři Vavex Příbram     | 0                            |   |            |            |  |  |        |        |
|  | VK DHL Ostrava               | VO Kocouři Vavex Příbram     | 0                            | 1 |            |            |  |  |        |        |
|  | VK DHL Ostrava               |                              |                              | 1 |            |            |  |  |        |        |
|  | VO Kocouři Vavex Příbram     | 3                            |                              |   |            |            |  |  |        |        |
|  | VO Kocouři Vavex Příbram     | 3                            | VK Dukla Liberec             | 2 |            |            |  |  |        |        |
|  |                              |                              | VK Dukla Liberec             | 2 |            |            |  |  |        |        |
|  |                              | Brownhouse volleyball Kladno | 4                            |   |            |            |  |  |        |        |
|  | Brownhouse volleyball Kladno | Brownhouse volleyball Kladno | 4                            | 3 |            |            |  |  |        |        |
|  | Brownhouse volleyball Kladno |                              |                              | 3 |            |            |  |  |        |        |
|  | VK Karbo Benátky n. Jizerou  | 0                            |                              |   |            |            |  |  |        |        |
|  | VK Karbo Benátky n. Jizerou  | 0                            | Brownhouse volleyball Kladno | 4 |            |            |  |  |        |        |
|  |                              |                              | Brownhouse volleyball Kladno | 4 |            |            |  |  |        |        |
|  |                              | VK Jihostroj Č. Budějovice   | 1                            |   |            |            |  |  |        |        |
|  | VK Jihostroj Č. Budějovice   | VK Jihostroj Č. Budějovice   | 1                            | 3 |            |            |  |  |        |        |
|  | VK Jihostroj Č. Budějovice   |                              |                              | 3 |            |            |  |  |        |        |
|  | VSC Fatra Zlín               | 0                            |                              |   |            |            |  |  |        |        |
|  | VSC Fatra Zlín               | 0                            |                              |   |            |            |  |  |        |        |

### Čtvrtfinále
(na tři vítězství) 
VK Dukla Liberec 3 : 0 Slavia Havířov
- 12. 3. 2010, 18.00 -  Liberec - Havířov  3 : 0 (21, 18, 22)
- 13. 3. 2010, 18.00 -  Liberec - Havířov  3 : 0 (22, 19, 19)
- 19. 3. 2010, 17.30 -  Havířov - Liberec  1 : 3 (-19, -20, 24, -21)

VK Jihostroj Č. Budějovice 3 : 0 VSC Fatra Zlín
- 14. 3. 2010, 18.00 -  Č. Budějovice - Zlín  3 : 2 (24, -18, 19, -18, 10)
- 15. 3. 2010, 18.00 -  Č. Budějovice - Zlín  3 : 1 (18, -26, 22, 19)
- 17. 3. 2010, 17.00 -  Zlín - Č. Budějovice  2 : 3 (18, 22, -15, -22, -15)

Brownhouse volleyball Kladno 3 : 0 VK Karbo Benátky n. Jizerou
- 12. 3. 2010, 18.00 -  Kladno - Benátky  3 : 2 (21, -18, -22, 17, 19)
- 13. 3. 2010, 19.00 -  Kladno - Benátky  3 : 0 (22, 12, 20)
- 19. 3. 2010, 18.00 -  Benátky - Kladno  0 : 3 (-20, -22, -16)

VK DHL Ostrava 1 : 3 VO Kocouři Vavex Příbram
- 12. 3. 2010, 17.00 -  Ostrava - Příbram  3 : 2 (-23, 11, -20, 19, 9)
- 13. 3. 2010, 17.00 -  Ostrava - Příbram  0 : 3 (-20, -20, -23)
- 19. 3. 2010, 18.00 -  Příbram - Ostrava  3 : 1 (24, -23, 12, 21)
- 20. 3. 2010, 18.00 -  Příbram - Ostrava  3 : 2 (18, -18, -19, 20, 11)

### Semifinále
(na čtyři vítězství) 
VK Dukla Liberec 4 : 0 VO Kocouři Vavex Příbram
- 03. 4. 2010, 10:30 -  Liberec - Příbram  3 : 0 (23, 18, 16)
- 04. 4. 2010, 18:00 -  Liberec - Příbram  3 : 0 (22, 24, 21)
- 08. 4. 2010, 18:00 -  Příbram - Liberec  0 : 3 (-9, -20, -23)
- 09. 4. 2010, 18:00 -  Příbram - Liberec  0 : 3 (-16, -21, -21)

Brownhouse volleyball Kladno 4 : 1 VK Jihostroj Č. Budějovice
- 02. 4. 2010, 18:00 -  Kladno - Č. Budějovice  3 : 1 (-17, 23, 17, 15)
- 03. 4. 2010, 18:00 -  Kladno - Č. Budějovice  3 : 0 (25, 17, 23)
- 09. 4. 2010, 18:00 -  Č. Budějovice - Kladno  3 : 2 (23, -25, 15, -22, 12)
- 10. 4. 2010, 18:00 -  Č. Budějovice - Kladno  2 : 3 (19, -37, 20, -20, -13)
- 13. 4. 2010, 18:00 -  Kladno - Č. Budějovice  3 : 0 (27, 24, 16)

### O 3. místo
(na tři vítězství) 
VK Jihostroj Č. Budějovice 2 : 1 VO Kocouři Vavex Příbram
- 24. 4. 2010, 18:00 -  Č. Budějovice - Příbram   3 : 2 (22, -18, 21, -16, 13)
- 01. 5. 2010, 17:00 -  Příbram - Č. Budějovice   3 : 0 (21, 19, 22)
- 04. 5. 2010, 18:00 -  Č. Budějovice - Příbram   3 : 0 (23, 23, 19)

### Finále
(na čtyři vítězství) 
VK Dukla Liberec 2 : 4 Brownhouse volleyball Kladno
- 23. 4. 2010, 18:00 - Liberec - Kladno  3 : 1 (24, -23, 19, 17)
- 24. 4. 2010, 18:00 - Liberec - Kladno  0 : 3 (-28, -11, -18)
- 30. 4. 2010, 18:00 - Kladno - Liberec  3 : 1 (25, 18, -22, 25)
- 01. 5. 2010, 18:00 - Kladno - Liberec  3 : 2 (21, -22, 14, -20, 10)
- 04. 5. 2010, 18:00 - Liberec - Kladno  3 : 0 (16, 19, 22)
- 06. 5. 2010, 18:00 - Kladno - Liberec  3 : 0 (25, 11, 20)

### Konečná tabulka
Konečná tabulka play off
| Pořadí | Tým                          |
| ------ | ---------------------------- |
| 1.     | Brownhouse volleyball Kladno |
| 2.     | VK Dukla Liberec             |
| 3.     | VK Jihostroj Č. Budějovice   |
| 4.     | VO Kocouři Vavex Příbram     |
| 5.     | VK DHL Ostrava               |
| 6.     | VSC Fatra Zlín               |
| 7.     | VK Karbo Benátky n. Jizerou  |
| 8.     | Slavia Havířov               |

## O udržení (9.-11. místo)
Poslední tým sestupuje z extraligy. Body, míče, ... . se sčítají s výsledky ze základní části.
- 19. 3. 2010, 18:00 -  Brno - Praha   3 : 2 (17, -21, -16, 23, 15)
- 27. 3. 2010, 16:00 -  Ústí n. L. - Brno  3 : 0 (21, 17, 17)
- 03. 4. 2010, 18:00 -  Praha - Ústí n L.   2 : 3 (23, 23, -17, -23, -7)
- 14. 4. 2010, 19:00 -  Praha - Brno   0 : 3 (-15, -17, -26)
- 16. 4. 2010, 18:00 -  Brno - Ústí n. L.  3 : 1 (14, 18, -21, 23)
- 24. 4. 2010, 16:00 -  Ústí n. L. - Praha   3 : 1 (18, 24, 15)

| Poř.     | Tým                       | Záp. | Výh. | Por. | S. | Sety    | Míče        | Body |
| -------- | ------------------------- | ---- | ---- | ---- | -- | ------- | ----------- | ---- |
| 1. (9.)  | SK Volejbal Ústí n. Labem | 34   | 13   | 20   | 1  | 55 : 75 | 2800 : 2932 | 46   |
| 2. (10.) | RWE Volejbal Brno         | 34   | 11   | 23   | 0  | 50 : 76 | 2682 : 2902 | 45   |
| 3. (11.) | ČZU Praha                 | 34   | 6    | 28   | 0  | 37 : 91 | 2649 : 2972 | 40   |

## Hráči mistrovského týmu
mistři extraligy 2009/10